# Sif (Marvel)
Sif (lub Lady Sif) – fikcyjna postać ze świata komiksów wydawnictwa Marvel Comics, w szczególności z komiksów o Thorze.
Asgardzka wojowniczka i kochanka Thora wzorowana na nordyckiej bogini Sif. Stworzona przez Stana Lee i Jacka Kirby'ego. Pierwszy raz pojawiła się w 102. numerze "Journey Into Mystery" (w marcu 1964 roku).

## Adaptacje
Sif pojawia się też w ekranizacjach komiksów o Thorze, w filmach Thor (2011) oraz jego sequelu Thor: Mroczny świat (2013) oraz gościnnie w serialu Agenci T.A.R.C.Z.Y., gdzie grana jest przez aktorkę Jaimie Alexander. Podkłada ona również głos pod postać Sif w grze komputerowej Thor: God of Thunder.